# Let the Bad Times Roll
Let the Bad Times Roll és el desè àlbum d'estudi de la banda estatunidenca de rock The Offspring, publicat el 16 d'abril de 2021 per Concord Records amb la producció de Bob Rock.
Fou el primer treball de la banda amb la discogràfica Concord Records, i es va publicar nou anys després del seu anterior àlbum, Days Go By (2012), el període més llarg entre àlbums de la seva trajectòria. També va representar el primer treball amb Todd Morse al baix, que havia substituït Greg K. l'any 2019.
La banda va començar a treballar amb Bob Rock en el nou treball a l'estiu de 2013, després de finalitzar la gira que van realitzar per promocionar Days Go By, però diversos factors van anar ajornant la seva conclusió fins a principis de l'any 2020. Entre aquests factors hi ha diverses gires, canvis en la formació, problemes legals i la cerca d'un nou segell discogràfic després d'acabar la relació amb Columbia Records. Addicionalment, l'aparició de la pandèmia de COVID-19 va provocar l'ajornament de la seva publicació fins al 2021. Entremig dels ajornaments, The Offspring va publicar la cançó «Coming for You» el 30 de gener de 2015, tot i que en aquell moment no van aclarir si seria un senzill independent o formaria part del nou àlbum, ja que encara no estava finalitzat. Durant els següents anys, en successives entrevistes anaven anunciant que el nou treball apareixeria en pocs mesos, però tampoc acabaven de completar-lo per diversos factors i necessitaven passar més temps a l'estudi. Finalment, la banda va enregistrar les cançons mentre estava en quarantena per la pandèmia de COVID-19, i van congelar la seva publicació fins trobar el moment que consideressin adequat.
Els líders del grup, Holland i Noodles van anunciar el llançament a principis de 2021 pel dia 23 de febrer del mateix any, i també el seu títol. El mateix dia de la publicació de l'àlbum també van llançar el senzill homònim, que era el segon perquè finalment també hi van incloure «Coming for You», que ja sortit al mercat sis anys abans.

## Llista de cançons
Totes les cançons foren escrites i compostes per Dexter Holland. 
| Núm.          | Títol                                             | Durada |
| ------------- | ------------------------------------------------- | ------ |
| 1.            | «This Is Not Utopia»                              | 2:38   |
| 2.            | «Let the Bad Times Roll»                          | 3:18   |
| 3.            | «Behind Your Walls»                               | 3:21   |
| 4.            | «Army of One»                                     | 3:11   |
| 5.            | «Breaking These Bones»                            | 2:46   |
| 6.            | «Coming for You»                                  | 3:48   |
| 7.            | «We Never Have Sex Anymore»                       | 3:30   |
| 8.            | «In the Hall of the Mountain King» (instrumental) | 1:00   |
| 9.            | «The Opioid Diaries»                              | 3:01   |
| 10.           | «Hassan Chop»                                     | 2:20   |
| 11.           | «Gone Away» (versió piano)                        | 3:16   |
| 12.           | «Lullaby»                                         | 1:12   |
| Durada total: | Durada total:                                     | 33:21  |

| 13.           | «Guerre Sous Couvertures» (versió francesa de «We Never Have Sex Anymore») | 3:30  |
| 14.           | «The Opioid Diaries» (directe)                                             | 3:50  |
| Durada total: | Durada total:                                                              | 40:41 |

## Posicions en llista
| Llista (2021) | Posició |
| ------------- | ------- |
| Alemanya      | 5       |
| Austràlia     | 2       |
| Canadà        | 16      |
| Espanya       | 13      |
| Estats Units  | 27      |
| França        | 7       |
| Itàlia        | 29      |
| Japó          | 5       |
| Regne Unit    | 3       |

## Crèdits
The Offspring
- Dexter Holland – cantant, veus addicionals, guitarra, baix, piano
- Noodles – guitarra
- Pete Parada – bateria

Músics addicionals
- Josh Freese – bateria
- Jason «Blackball» McLean – veus addicionals
- Ricardo «Tiki» Pasillas – percussió
- Phil Jordan – trompeta
- Jason Powell – clarinet, saxòfon
- Eric Marbauch – trombó
- Alan Chang – piano

Producció
- Bob Rock – producció, mescles, enginyeria
- Dave Pierce – disseny de so
- Adam Greenholtz – mescles
- Emily Lazar – masterització
- Chris Allgood – masterització
- Daveed Benito – disseny artístic